# Brachycylix
Brachycylix é um género botânico pertencente à família Fabaceae.